# 島田久満
島田 久満（しまだ ひさみつ、1998年12月10日 - ）は、ジャパンラグビーリーグワンレッドハリケーンズ大阪に所属するラグビー選手。

## プロフィール
- 大阪府出身[1]。
- ポジションはフッカー(HO)。
- 身長 173 cm、体重 103 kg
- 関西学生代表に選ばれたことがある[2]。
- 愛称はひさ。

## 略歴
2017年、東海大仰星高校(現・東海大大阪仰星高校)卒業後、立命館大学に入る。なお東海大仰星高校時代、高校日本代表候補に選ばれたことがある。
2021年、立命館大学卒業後、NTTドコモレッドハリケーンズ(現・レッドハリケーンズ大阪)に加入。
2022年12月17日に行われたJAPAN RUGBY LEAGUE ONE第1節九州電力キューデンヴォルテクス戦にて先発出場でリーグワン公式戦初出場を果たして、デビュー戦でトライを挙げた。